# آق‌تپه (قزاقستان)
آق‌تپه یا آکتوبه (به قزاقی: Ақтөбе، اقتوبە) به معنی «پشتهٔ سپید» شهری در استان آق‌تپه کشور قزاقستان است که در سرشماری سال ۲۰۰۸ میلادی، ۲۸۵۵۰۷ نفر جمعیت داشته است و از سال ۱۸۸۰ میلادی به‌عنوان شهر شناخته می‌شده است.